# Microtus quasiater
Халапска волухарица (Microtus quasiater) је сисар из реда глодара и породице хрчкова (лат. Cricetidae).

## Распрострањење
Мексико је једино познато природно станиште врсте.

## Станиште
Врста Microtus quasiater има станиште на копну.

## Угроженост
Ова врста је на нижем степену опасности од изумирања, и сматра се скоро угроженим таксоном.

### Популациони тренд
Популација ове врсте се смањује, судећи по расположивим подацима.